# Molly Weaver
Molly Weaver, née le 15 mars 1994 à ludlow est une coureuse cycliste britannique, professionnelle entre 2015 et 2018. 

## Biographie
Elle est surtout une grimpeuse au départ. En 2015, elle participe aux championnats du monde sur route à Richmond,.
En février 2017, elle est renversée par une voiture à l’entraînement près de Girone et se fracture la clavicule, le sternum et une vertèbre. En dépression et ayant perdu le plaisir de faire du vélo, elle arrête sa carrière à 23 ans.

## Palmarès sur route
- 2015
  - 2e du championnat de Grande-Bretagne du contre-la-montre

### Classements mondiaux
| Année                                 | 2015 | 2016 | 2017 |
| ------------------------------------- | ---- | ---- | ---- |
| Classement UCI                        | 270e | 238e | 530e |
| UCI World Tour                        |      | 107e | 178e |
|                                       |      |      |      |
| Légende : nc = non classéSource : UCI |      |      |      |